# Souffler n'est pas tuer
Souffler n'est pas tuer (Lady Killer dans l'édition originale américaine) est un roman policier américain de Ed McBain, nom de plume de Salvatore Lombino, publié en 1958. C’est le septième roman de la série policière du 87e District.

## Résumé
Le mercredi 24 juillet 1957, un jeune garçon est chargé de livrer une lettre au commissariat du 87e District. L'auteur de la missive anonyme, composée de mots découpés dans des journaux, affirme qu'à moins qu'il ne soit arrêté, il tuera "la dame" à 8 heures du soir. Toute l'équipe se met sur l'enquête, car les policiers n'ont que douze heures pour empêcher un meurtre.
Alors qu'ils sont dans un parc par une chaleur accablante, Steve Carella, Meyer Meyer et Cotton Hawes constatent qu'ils sont observés aux jumelles par un homme qui parvient à leur échapper après une poursuite mouvementée. En dépit de cet échec, les enquêteurs connaissent maintenant l'apparence du suspect et vont tenter de lui mettre la main au collet.

## Éditions
Édition originale en anglais
- (en) Ed McBain, Lady Killer, New York, Permabooks, 1958

Éditions françaises
- (fr) Ed McBain (auteur) et Louis Saurin (traducteur), Souffler n'est pas tuer [« Lady Killer »], Paris, Presses de la Cité, coll. « Un mystère no 461 », 1959, 181 p. (BNF 32265347)
- (fr) Ed McBain (auteur) et Louis Saurin (traducteur), Souffler n'est pas tuer [« Lady Killer »], Paris, Presses de la Cité, coll. « Un mystère. 3e série no 136 », 1971, 181 p.
- (fr) Ed McBain (auteur) et Louis Saurin (traducteur), Souffler n'est pas tuer [« Lady Killer »], Verviers, Marabout, coll. « Bibliothèque Marabout no 731 », 1980, 223 p. (BNF 34677359)
- (fr) Ed McBain (auteur) et Louis Saurin (traducteur) (trad. de l'anglais), Souffler n'est pas tuer [« Lady Killer »], Paris, Christian Bourgois, coll. « 10/18. Grands détectives no 2200 », 1991, 223 p. (ISBN 2-264-01651-5, BNF 35461536)
- (fr) Ed McBain (auteur), Jacques Chabot (traducteur) et Raoul Amblard (traducteur), Souffler n'est pas tuer [« Lady Killer »], Dans 87e District, volume 1, Paris, Éditions Omnibus, 1999, 972 p. (ISBN 2-258-05138-X, BNF 37176580)
  - Ce volume omnibus contient les romans Du balai !, Le Sonneur, Le Fourgue, Faites-moi confiance, Victime au choix, Crédit illimité et Souffler n'est pas tuer.

## Adaptation à la télévision
- 1961 : Lady Killer, épisode 3, saison 1, de la série télévisée américaine 87th Precinct (TV series) (en), réalisé par Dick Moder, avec Robert Lansing dans le rôle de Steve Carella

## Sources
- Jean Tulard, Dictionnaire du roman policier : 1841-2005. Auteurs, personnages, œuvres, thèmes, collections, éditeurs, Paris, Fayard, 2005, 768 p. (ISBN 978-2-915793-51-2, OCLC 62533410), p. 599 (Notice 87e District).